# Palazzi civili e militari di Reggio Calabria

## Architetture civili

### Teatri
Teatro Francesco Cilea
Situato nel centralissimo Corso Garibaldi e intitolato al musicista di Palmi Francesco Cilea, è il teatro più grande della Calabria e dispone di una grande sala di stile ottocentesco dalla forma a ferro di cavallo. Le linee esterne sono ispirate all'architettura classica e riprendono i motivi e le forme architettoniche dalle origini magnogreche della città. Nel secondo dopoguerra il teatro Cilea fu ampliato, divenendo così ancora più bello e funzionale, e venne re-inaugurato con Il Trovatore di Giuseppe Verdi. Terminati ulteriori lavori che lo hanno tenuto inattivo per lungo tempo, da alcuni anni il Cilea è stato restituito alla città per proseguire la sua nobile tradizione artistica e culturale.
Arena dello Stretto (o Arena Senatore Ciccio Franco)
Teatro in stile greco, con vista dal lungomare Falcomatà sullo Stretto.
Politeama Siracusa
È il più antico e tra i più prestigiosi, tra i pochi, teatri esistenti nella città dello Stretto all'indomani del terremoto del 1908.

### Palazzi pubblici e privati
- Torre NerviCostruzione circolare opera dell'architetto Pier Luigi Nervi, che si staglia dal lido comunale Zerbi situato sotto Piazza Indipendenza in pieno centro cittadino. Dopo aver attraversato un ventennio di degrado, la struttura è recentemente tornata ad essere fruibile e ospita periodicamente iniziative artistico-culturali, tra le quali alcune in collaborazione con l'Accademia di belle arti.

Tra gli altri palazzi storici si segnalano:
- Palazzo Barbera
- Palazzo del Bufalo
- Palazzo della Camera di commercio
- Palazzo Campanella
- Palazzo Belfanti Centralino
- Palazzo Corigliano
- Palazzo De Blasio
- Palazzo Fiaccadori
- Palazzo della Provincia
- Palazzo Giuffrè
- Palazzo del Governo
- Palazzo Guarna
- Palazzo Mazzitelli
- Palazzo Melissari
- Palazzo Melissari-Musitano
- Palazzo Miccoli-Bosurgi
- Hotel Miramare
- Palazzo del Monte dei Paschi di Siena
- Palazzo Nesci
- Palazzo Pellicano
- Palazzo delle Poste
- Palazzo Romeo Retez
- Palazzo del Municipio
- Palazzo Spanò Bolani
- Palazzo Spinelli
- Palazzo Trapani-Lombardo
- Palazzo dei Tribunali
- Palazzo Vitale
- Palazzo Vitrioli
- Palazzo Zani
- Palazzo Zani-Spadaro

## Architetture militari

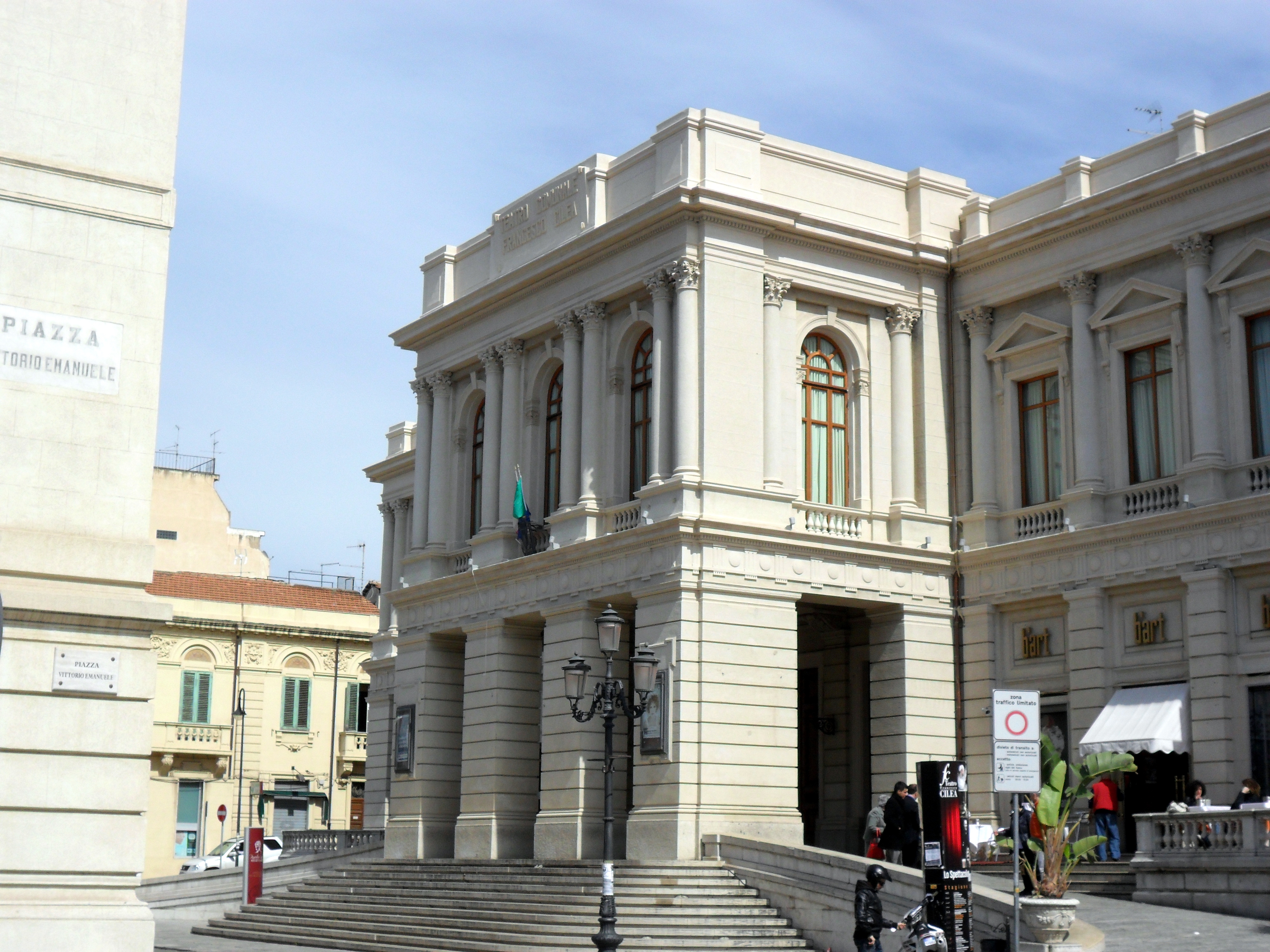
Il Teatro Francesco Cilea.
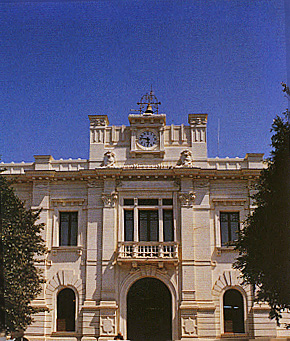
Il Municipio della città.

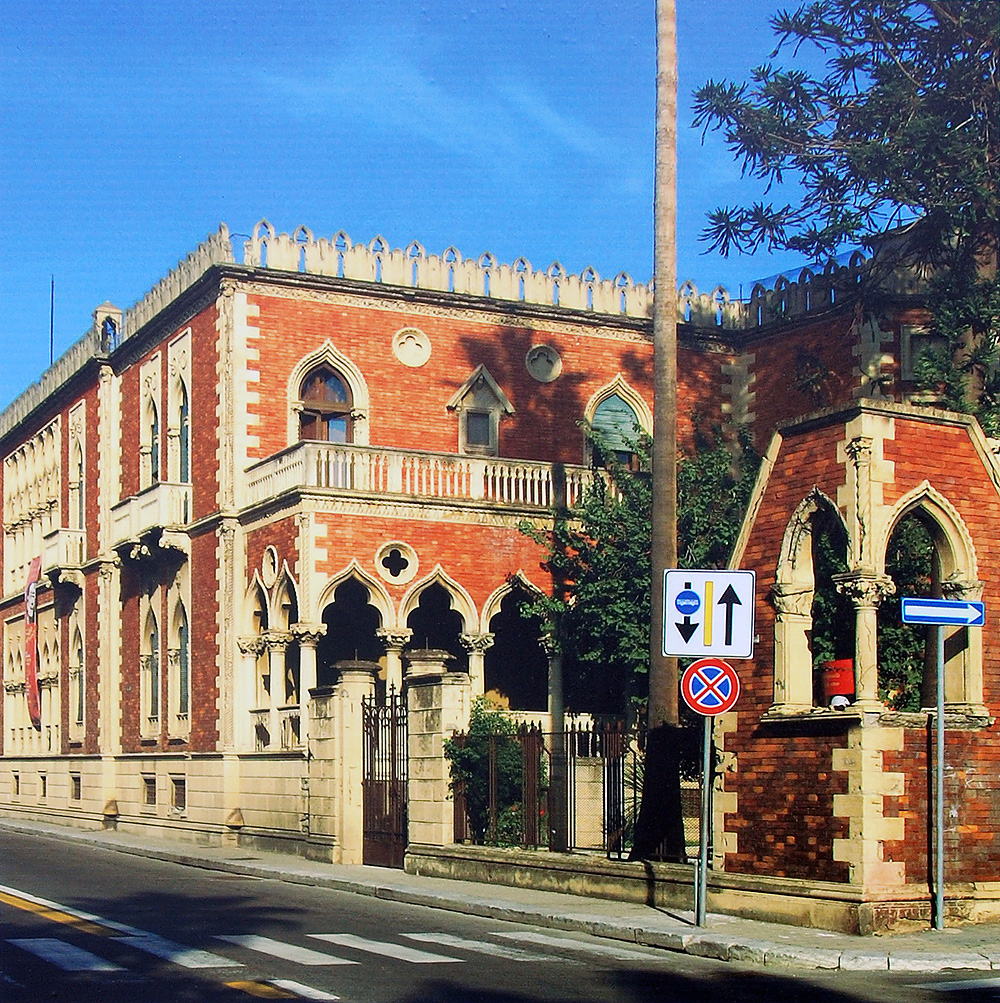
Villa Genoese Zerbi.
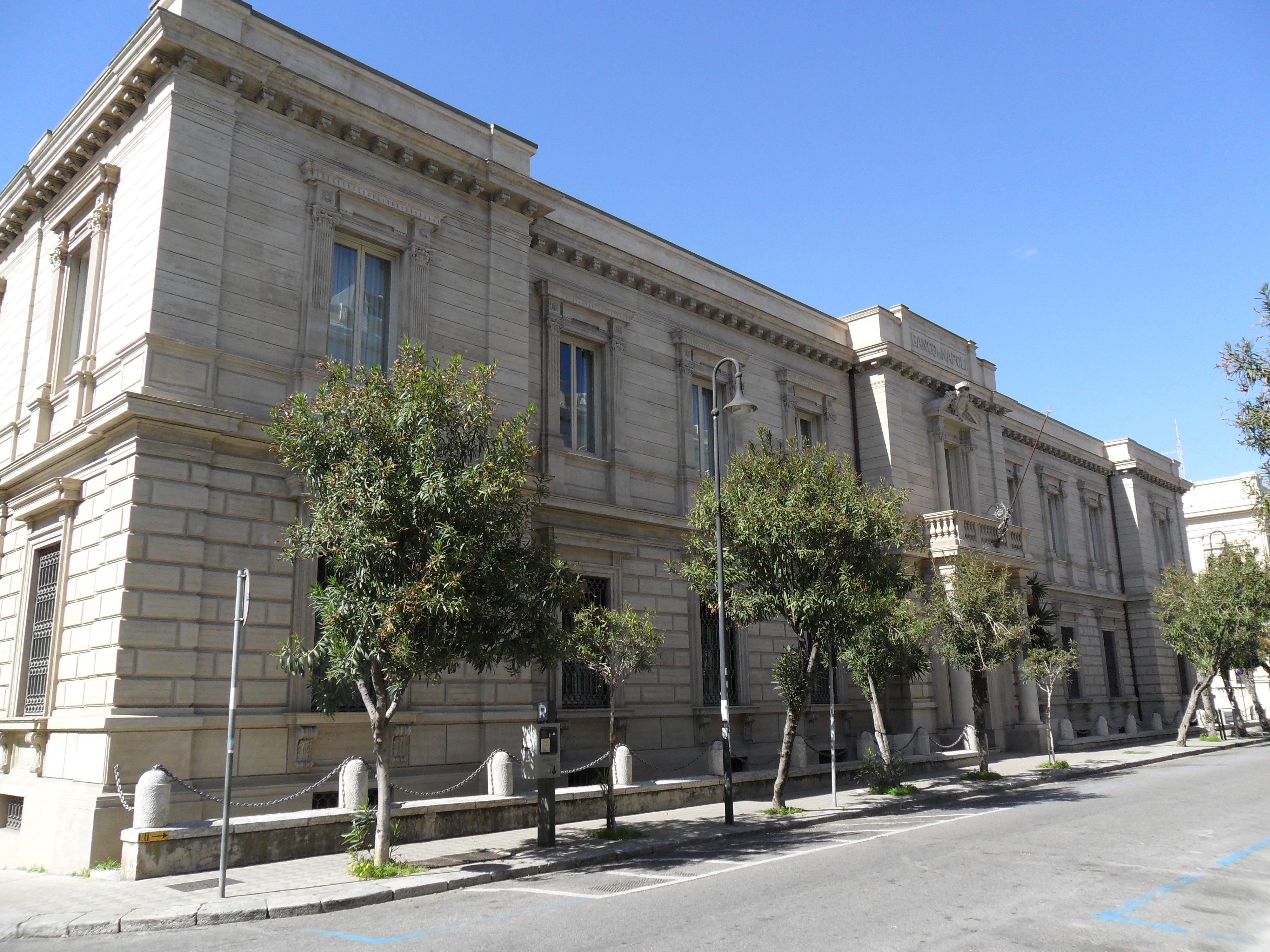
Palazzo del Banco di Napoli.

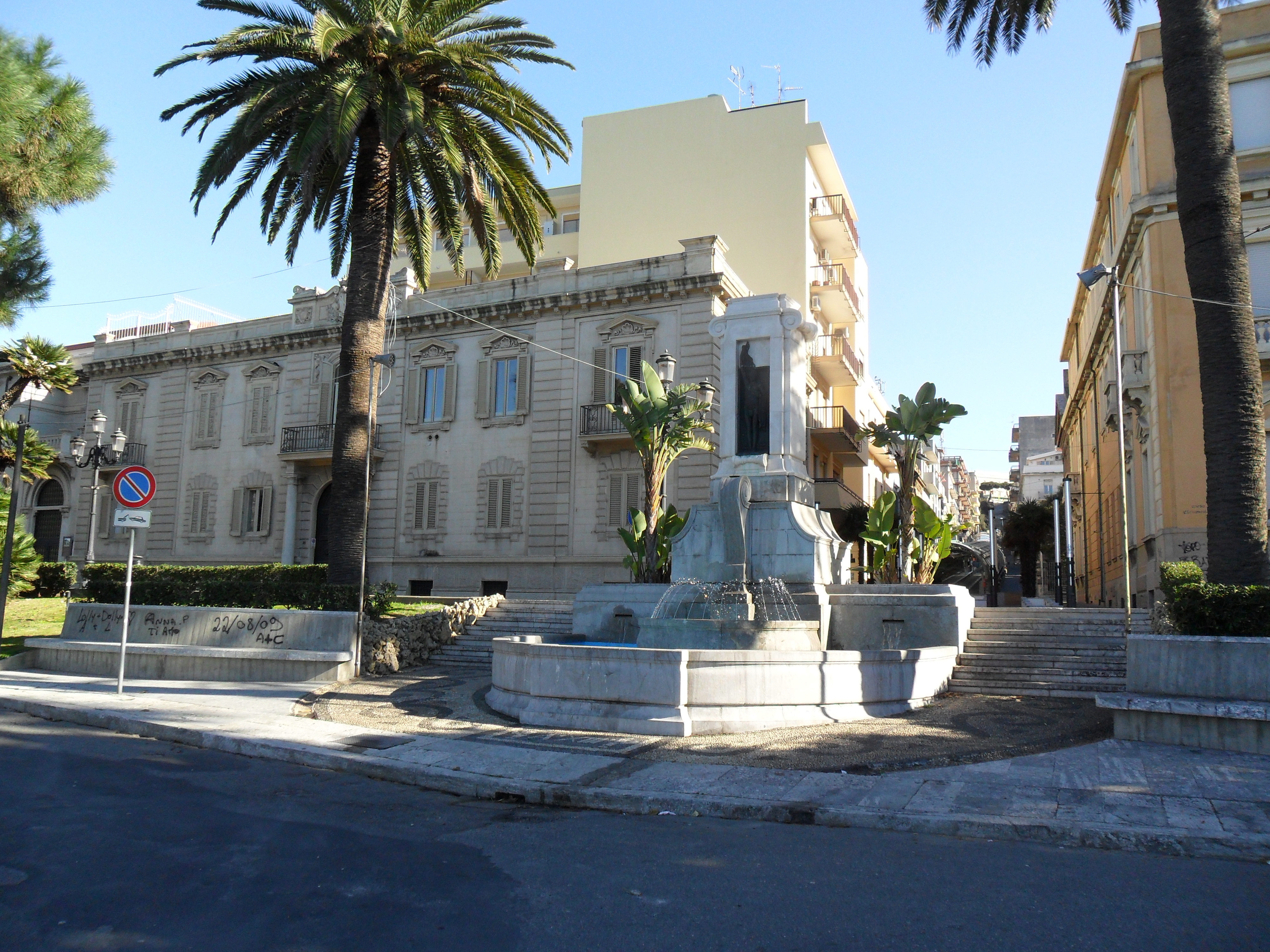
Palazzo Giuffrè.
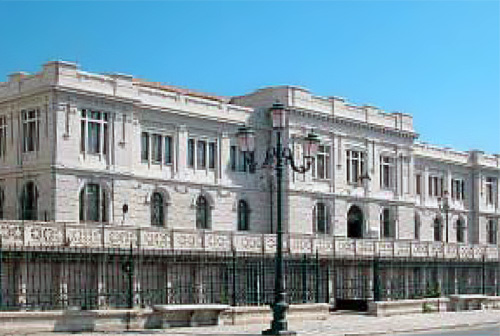
Palazzo Zani.

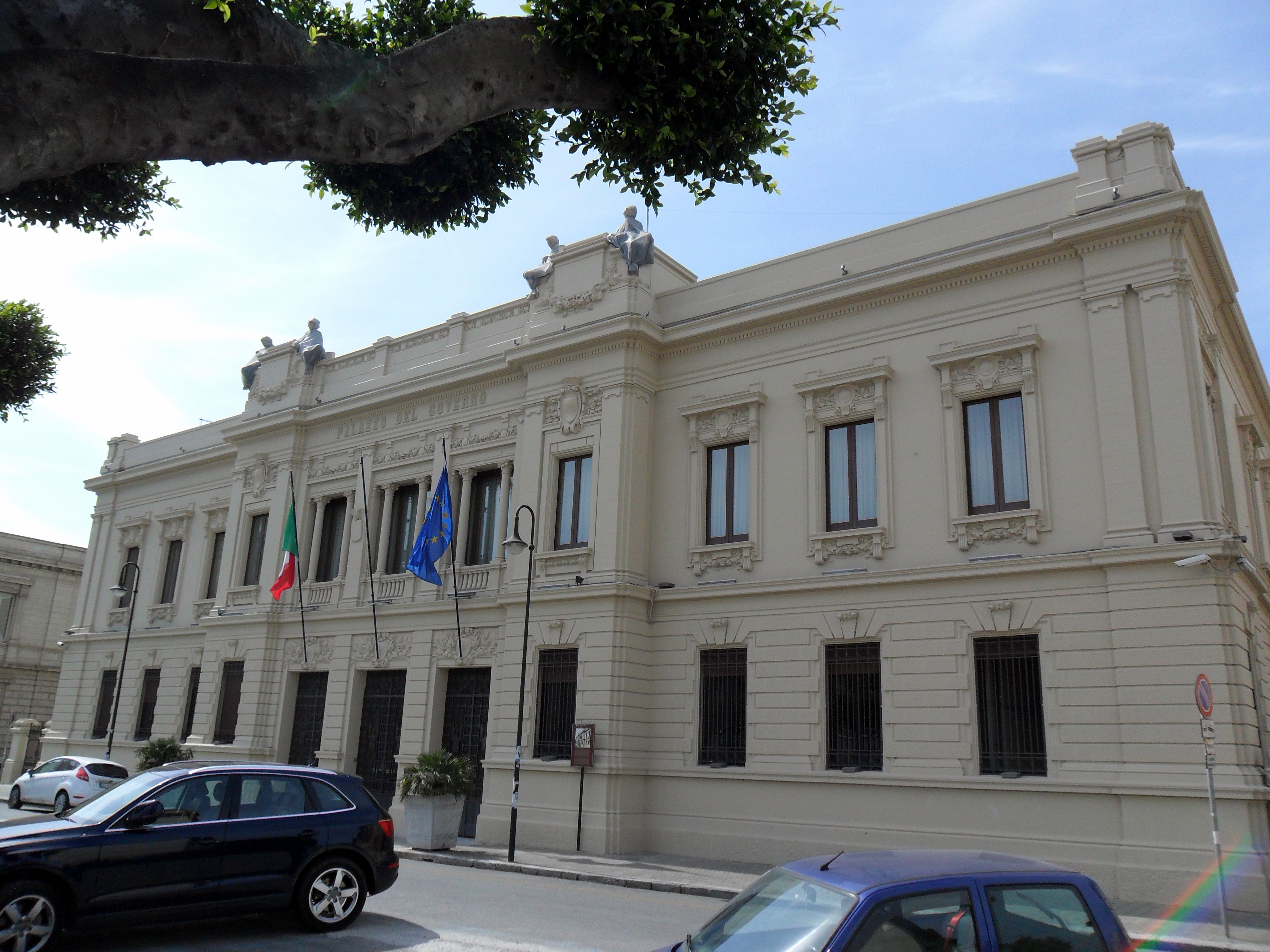
Palazzo del Governo.
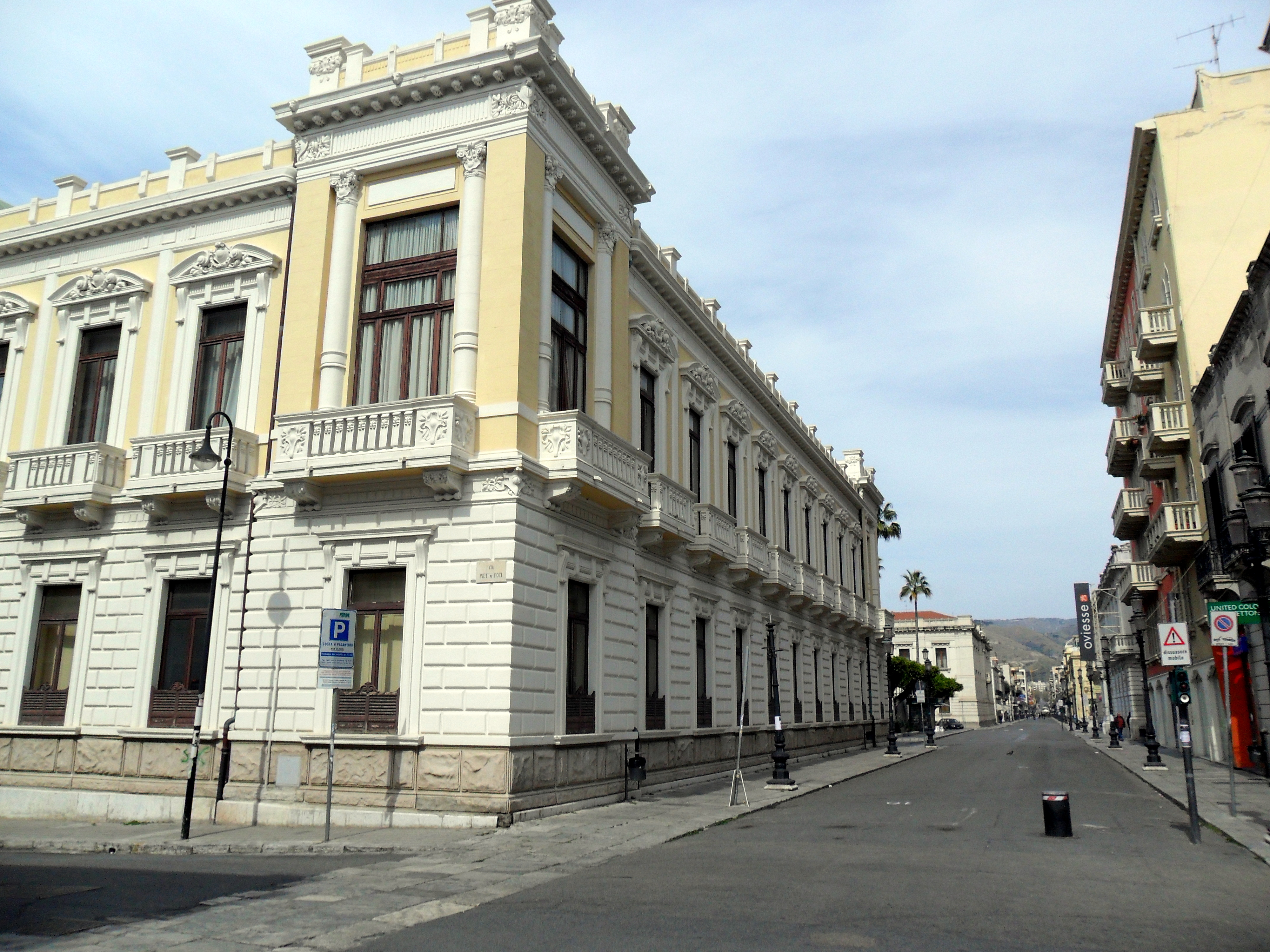
Palazzo della Provincia.

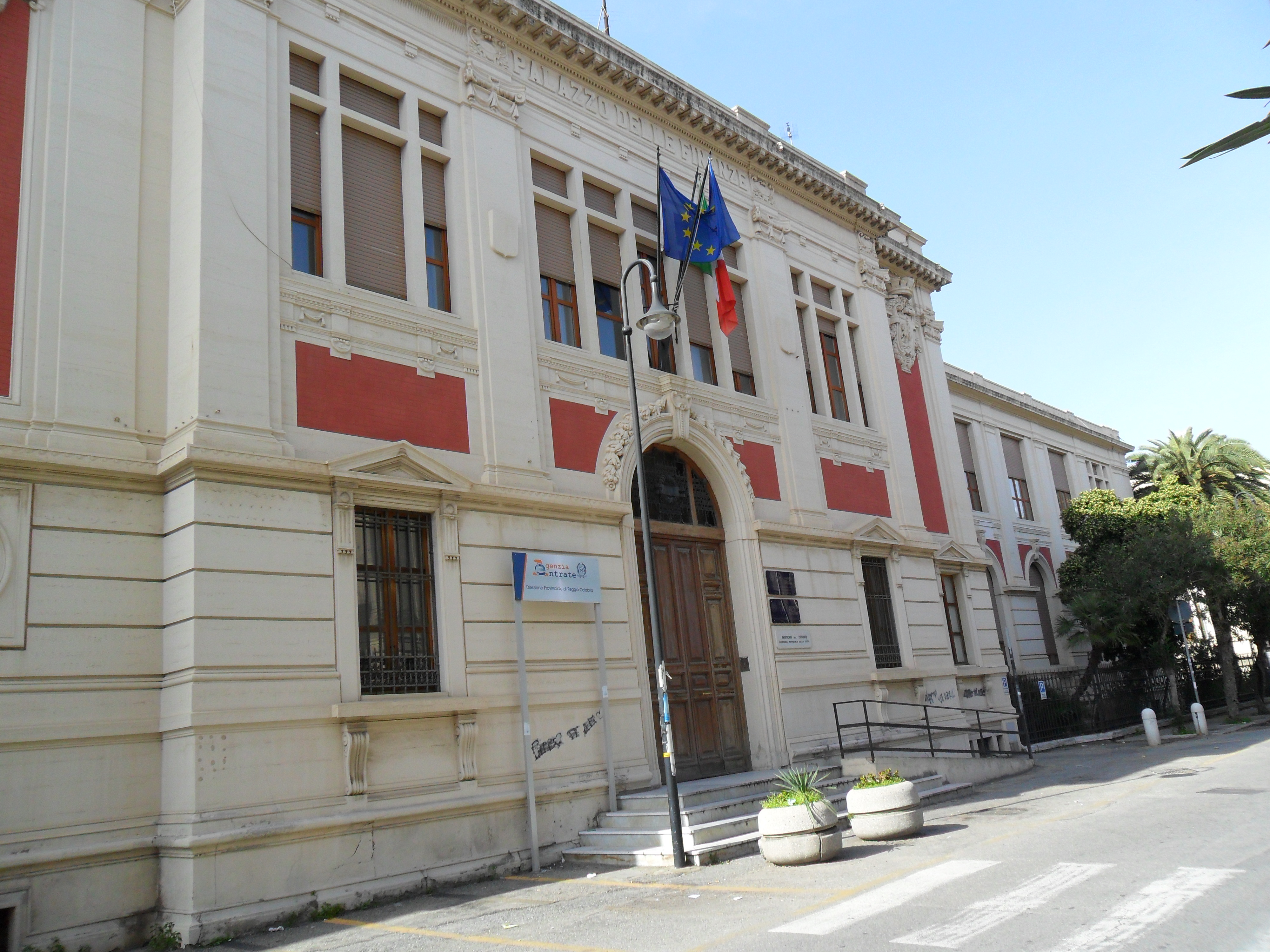
Palazzo delle Finanze.
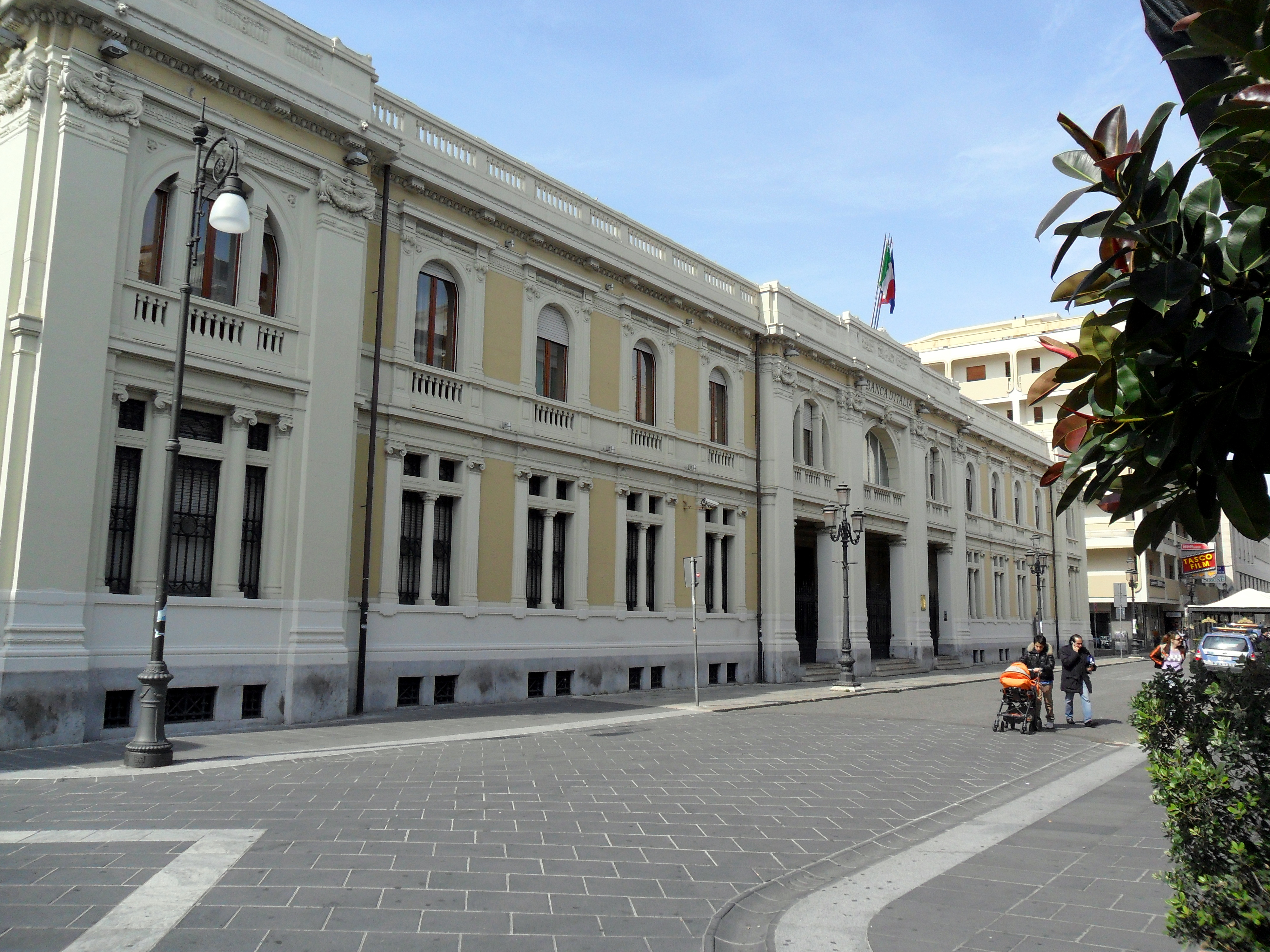
Palazzo della Banca d'Italia.

(Canzone d'Aspromonte, poema epico cavalleresco del XII secolo)

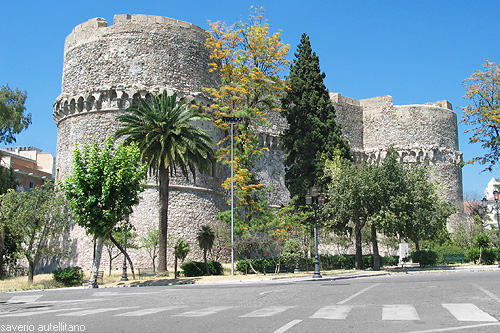
Il Castello Aragonese.

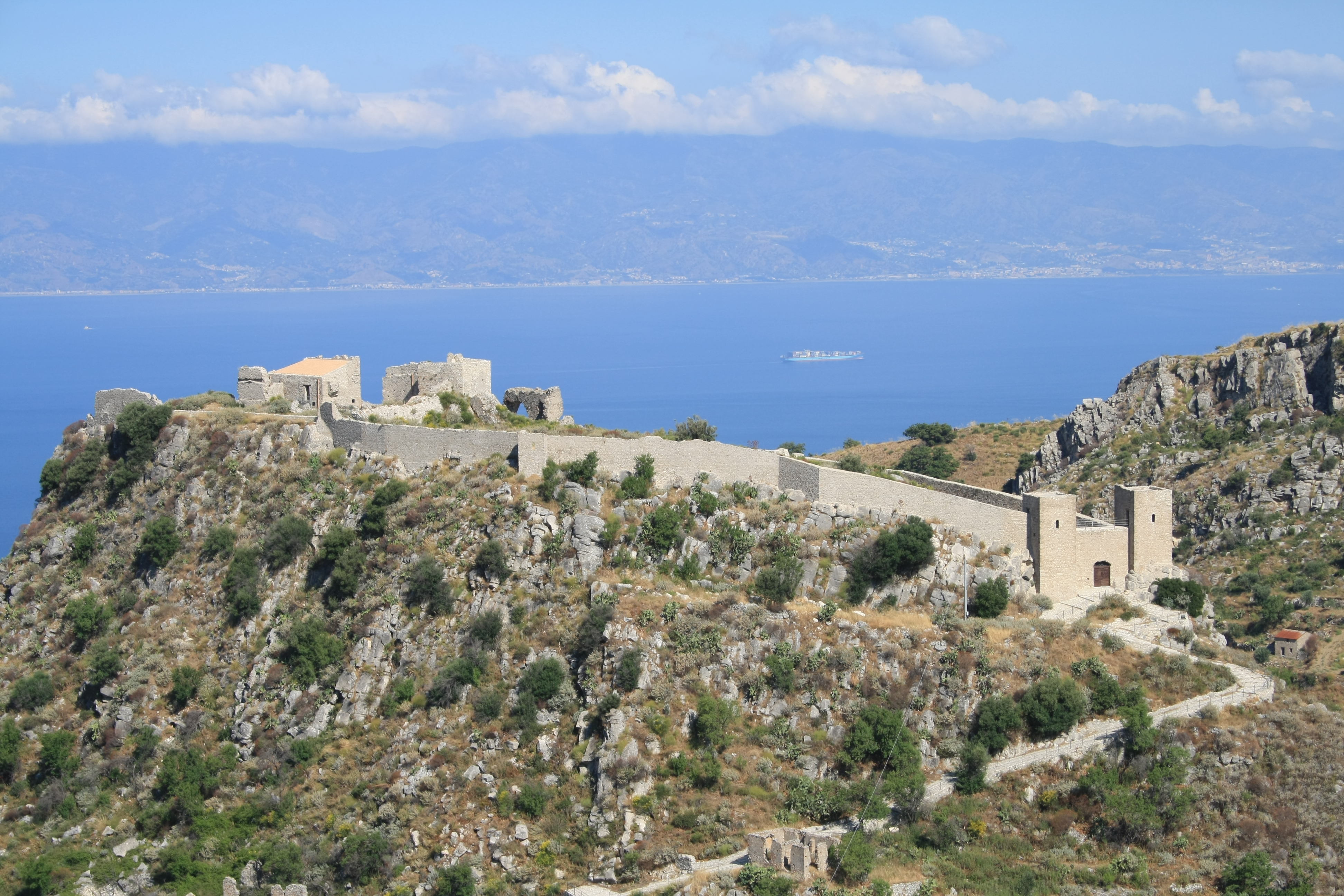
Il castello di Sant'Aniceto.

Le fortificazioni, rocche, castelli, torri e bastioni di Reggio, pur di epoche diverse, costituiscono il complesso sistema di difese di cui la città, ebbe necessità di dotarsi a causa della propria configurazione geografica.
Le principali fortificazioni della città includono:
- Castello Aragonese, così definito per le torri cilindriche merlate fatte costruire da Ferdinando d'Aragona nel 1459, ma in realtà di origine molto più antica, ritenuta anteriore all'invasione dei Goti di Totila del 549;
- Castelnuovo;
- Le motte che sulle colline facevano da corona alla città: Motta Anòmeri, Motta Rossa, Motta San Cirillo, Motta Sant'Aniceto, Motta Sant'Agata e Motta di Calanna;
- Forte Catona nell'omonimo quartiere;
- Torre Castiglia tra i quartieri di Pellaro e Bocale;
- Torre San Gregorio nell'omonimo quartiere;
- Batteria Modena nel rione Modena;
- Batteria Gullì nel quartiere di Arghillà;
- Batteria San Leonardo nel quartiere Catona;
- Batteria Pellizzeri e Batteria Pentimele Sud sulla collina di Pentimele;
- Batteria Fondo Versace-Spirito Santo nella zona est della città.